# Feleteo
Feletheus (también conocido como Feva, Feba, Foeba, Fevva, Fevvanus, Theuvanus ? - 487) fue rey de los rugios desde 475 hasta 487.

## Biografía
Feletheus era el hijo de Flaccitheus, rey de los rugios y fundador del Reino de los Rugios. Su hermano era Ferderuchus. Feletheus estaba casado con la goda Gisa, quien era probablemente la prima del rey ostrogodo Teodorico el Grande. Después de la muerte de su padre alrededor de 475, Feletheus le sucedió como rey de los rugios. Su territorio en ese momento se hallaba en la Baja Austria. En 476, Feletheus apoyó a Odoacro y sus hérulos a derrocar al Emperador Romano Rómulo Augústulo. Feletheus fue un cercano confidente de Severino de Nórico. Luego de que Zeno, el Emperador del Imperio Romano de Oriente, lograra provocar un conflicto entre los rugios y Odoacro, Feletheus ejecutó a su sobrino Fredericus, quien apoyaba a Odoacro. Posteriormente Odoacro invadió el Reino de los Rugios, derrotándolos completamente en una batalla cerca de la actual Viena. Feletheus y su esposa fueron capturados y ejecutados en Ravena en 487. Dos años después, los rugios se unieron a Teodorico el Grande, quien invadió Italia derrotando y asesinando a Odoacro en 493.